# Philipp Friedrich Mader
Philipp Friedrich Mader (* 1832 in Mägerkingen im Oberamt Reutlingen; † 2. Juni 1917 in Lucca, Italien) war ein evangelischer Prediger und deutschsprachiger Pastor in Nizza.

## Leben und Wirken
Mader wurde 1832 als sechstes von dreizehn Kindern einer  schwäbischen Pietistenfamilie  im Königreich Württemberg geboren. Die Eltern waren der Schultheiß Philipp Mader in Mägerkingen und dessen Ehefrau Helene, geborene Hipp. Mader  beabsichtigte ursprünglich als Missionar nach Übersee zu gehen. Deshalb begann er eine Ausbildung bei der Basler Mission, jedoch scheiterten seine Missionspläne an seinem labilen Gesundheitszustand. Stattdessen ging Mader ins – damals noch zum Königreich Sardinien gehörende – Nizza, wo er die erste deutschsprachige Kirchengemeinde in Frankreich gründete. 1856 hielt er dort den ersten deutschsprachigen Gottesdienst in Frankreich. 1858/59 erlangte Maders Gemeinde erstmals überregionale Aufmerksamkeit, als der württembergische König Wilhelm I. während eines mehrwöchigen Nizzaaufenthaltes regelmäßig an den von Mader abgehaltenen Gottesdiensten teilnahm. 1866 konnte Mader aufgrund von großzügigen Spenden deutscher und schweizerischer Adeliger, darunter auch Wilhelm I., die erste „Deutsche Kirche“ in Frankreich gründen.
Nach dem Deutsch-Französischen Krieg von 1870/71 zog Mader, dem als Deutschen nun offene Feindschaft entgegenschlug, über die Grenze nach Italien, um von dort aus seine Gemeinde zu betreuen. 1914,  mit dem Beginn des Ersten Weltkrieges, wurden Maders Kirche und Pfarrhaus als feindliches Eigentum vom französischen Staat beschlagnahmt. Er selbst verbrachte die letzten Jahre seines Lebens in ärmlichen Verhältnissen in Italien, wo er in Lucca starb und begraben liegt.

## Familie
Mader heiratete 1859 Mathilde Luise Moser, die Tochter des Stuttgarter Oberstudienrats Immanuel Gottlieb Moser (* 1790; † 1846) und seiner Frau Marie Josefine (* 1806; † 1884), einer Schwester des Tübinger Professors Karl Georg von Wächter. Aus der Ehe Philipp Friedrich Maders mit Mathilde gingen 13 Kinder hervor, darunter der als „schwäbischer Karl May“ bekannt gewordene Schriftsteller Friedrich Wilhelm Mader.
2006 erschien anlässlich des 150. Jubiläums von Maders Missionstätigkeit in Südfrankreich eine erste Biografie über den Theologen von Hans Binder mit einem Vorwort des württembergischen Landesbischofs Frank Otfried July.